# Wiki Loves Monuments
Wiki Loves Monuments (WLM) là cuộc thi nhiếp ảnh quốc tế hàng năm được tổ chức trong tháng 9, do các thành viên cộng đồng Wikipedia tổ chức trên toàn thế giới với sự trợ giúp của các chi bộ Wikimedia địa phương trên toàn cầu. Những người tham gia chụp ảnh các di tích lịch sử và di sản địa phương trong khu vực của họ và tải chúng lên Wikimedia Commons. Mục đích của sự kiện nhằm làm nổi bật các di sản của các quốc gia tham dự với mục tiêu khuyến khích mọi người chụp ảnh các di tích này và đặt chúng theo giấy phép miễn phí để mọi người có thể tái sử dụng không chỉ trong Wikipedia mà ở khắp mọi nơi.
Cuộc thi Wiki Loves Monuments đầu tiên được tổ chức vào năm 2010 tại Hà Lan như một dự án thử nghiệm. Năm tiếp theo, nó lan sang các nước khác ở châu Âu và theo Sách Kỷ lục Guinness, phiên bản năm 2011 của Wiki Loves Monument đã phá kỷ lục thế giới về cuộc thi nhiếp ảnh lớn nhất. Năm 2012, cuộc thi được mở rộng ra ngoài châu Âu, với tổng số 35 quốc gia tham dự. Trong Wiki Loves Monument năm 2012, hơn 350.000 bức ảnh về các di tích lịch sử đã được hơn 15.000 người tham gia tải lên. Vào năm 2013, cuộc thi Wiki Loves Monument được tổ chức trên sáu lục địa bao gồm cả Nam Cực và có sự tham gia chính thức của hơn năm mươi quốc gia trên thế giới. phiên bản năm 2016 của WLM đã được UNESCO hỗ trợ và có 10.700 thí sinh từ 43 quốc gia đã gửi 277.000 bức ảnh.

## Lịch sử

Đồ họa thông tin hiển thị quy trình hậu trường thực tế

WLM là sự kế thừa của Wiki Loves Art, được tổ chức tại Hà Lan vào năm 2009. Cuộc thi WLM ban đầu dành cho "Rijksmonuments" (tiếng Hà Lan có nghĩa là "di tích quốc gia") đã khuyến khích các nhiếp ảnh gia tìm kiếm các Di sản Quốc gia của Hà Lan. Rijkmonuments bao gồm kiến trúc và các vật thể có liên quan nhìn chung được công nhận vì vẻ đẹp, tầm quan trọng về mặt khoa học và/hoặc văn hóa của chúng. Những địa điểm như di chỉ khảo cổ Drenthe, Hoàng cung Noordeinde ở Den Haag, và những ngôi nhà dọc theo các con kênh của Amsterdam là một phần của hơn 12.500 bức ảnh được gửi trong sự kiện đầu tiên.
Thành công này đã tạo ra sự quan tâm ở các quốc gia châu Âu khác, và thông qua sự hợp tác với Ngày Di sản châu Âu, 18 quốc gia với sự giúp đỡ của các chi bộ Wikimedia địa phương đã tham gia vào cuộc thi năm 2011, tải lên gần 170.000 hình ảnh tính đến thời điểm kết thúc cuộc thi. Sách Kỷ lục Guinness công nhận Wiki Loves Monument phiên bản năm 2011 là cuộc thi nhiếp ảnh lớn nhất trên thế giới với 168.208 bức ảnh được hơn 5.000 người tham gia tải lên Wikimedia Commons. Tổng cộng, khoảng 171.000 bức ảnh đã được đóng góp từ 18 quốc gia châu Âu tham gia. Đức, Pháp và Tây Ban Nha đóng góp số lượng ảnh cao nhất. Ảnh của România đã giành giải nhất quốc tế, trong khi Estonia giành được vị trí thứ hai và Đức ở vị trí thứ ba tại WLM 2011.
Năm 2012, cuộc thi Wiki Loves Monument có sự tham gia chính thức của hơn ba mươi quốc gia và khu vực trên thế giới: Andorra, Argentina, Áo, Belarus, Bỉ, Canada, Catalonia, Chile, Colombia, Cộng hòa Séc, Đan Mạch, Estonia, Pháp, Đức, Ghana, Ấn Độ, Israel, Ý, Kenya, Luxembourg, México, Hà Lan, Na Uy, Panama, Philippines, Ba Lan, România, Nga, Serbia, Slovakia, Tây Ban Nha, Nam Phi, Thụy Điển, Thụy Sĩ, Ukraina, và Hoa Kỳ. Tổng cộng 363.000 bức ảnh đã được đóng góp từ 35 quốc gia tham gia. Đức, Tây Ban Nha và Ba Lan đóng góp số lượng ảnh cao nhất. Bức ảnh về Lăng mộ Safdarjung đến từ Delhi, Ấn Độ, đã giành chiến thắng trong cuộc thi với hơn 350.000 đóng góp. Tây Ban Nha giành vị trí thứ hai và Philippines đứng thứ ba trong phiên bản năm 2012 của cuộc thi ảnh WLM hàng năm.
Năm 2013, cuộc thi Wiki Loves Monument có sự tham gia chính thức của hơn 50 quốc gia từ khắp sáu châu lục bao gồm cả Nam Cực. Trong số các quốc gia mới góp mặt gồm có Algeria, Chine, Azerbaijan, Hồng Kông, Jordan, Venezuela, Thái Lan, Đài Loan, Nepal, Tunisia, Ai Cập, Vương quốc Anh, Syria đang bị chiến tranh tàn phá và nhiều quốc gia khác. Tổng cộng, khoảng 370.000 bức ảnh nhận được sự đóng góp từ hơn 52 quốc gia tham dự. Đức, Ukraina và Ba Lan đóng góp số lượng ảnh cao nhất. Thụy Sĩ giành được giải nhất quốc tế, trong khi Đài Loan giành được vị trí thứ hai và Hungary đứng thứ ba trong phiên bản năm 2013 của WLM.
Phiên bản năm 2014 của cuộc thi có đến hơn 8.750 thí sinh ở 41 quốc gia trên toàn cầu đã gửi hơn 308.000 bức ảnh. Pakistan, Macedonia, Ireland, Cộng hòa Kosovo, Albania, Palestine, Liban và Iraq lần đầu ra mắt thành quả của mình vào năm 2014. Tại Pakistan, hơn 700 thí sinh đến từ khắp mọi miền đất nước đã gửi hơn 12.000 bức ảnh.
Phiên bản năm 2015 có hơn 6.200 thí sinh đến từ 33 quốc gia tham dự, với hơn 220.000 tác phẩm gửi ảnh trong suốt tháng 9.
Phiên bản năm 2016 của WLM được UNESCO hỗ trợ tận tình và có tới 10.700 thí sinh đến từ 43 quốc gia đã gửi lên 277.000 bức ảnh.

## Đoạt giải
Sau đây là danh sách những tác phẩm đoạt giải nhất quốc tế của Wiki Loves Monuments:
| Ảnh | Năm  | Nhiếp ảnh gia            | Quốc gia | Mô tả                                                                                       |
| --- | ---- | ------------------------ | -------- | ------------------------------------------------------------------------------------------- |
|     | 2010 | Rudolphous               | Hà Lan   | Vijzelstraat 31 ở Amsterdam                                                                 |
|     | 2011 | Mihai Petre              | România  | Hình ảnh mùa đông của Tu viện Chiajna. Tu viện nằm ở ngoại ô Bucharest.                     |
|     | 2012 | Pranav Singh             | Ấn Độ    | Lăng mộ Safdarjung, New Delhi, Ấn Độ                                                        |
|     | 2013 | David Gubler             | Thụy Sĩ  | RhB Ge 4/4 II với đoàn tàu đẩy kéo băng qua Cầu cạn Wiesen giữa Wiesen và Filisur, Thụy Sĩ. |
|     | 2014 | Konstantin Brizhnichenko | Ukraina  | Tu viện Holy Mountains, Sviatohirsk, Ukraina.                                               |
|     | 2015 | Marco Leiter             | Đức      | Hải đăng Westerheversand                                                                    |
|     | 2016 | Ansgar Koreng            | Đức      | Sảnh vào của Tòa án khu vực ở Berlin, Đức                                                   |
|     | 2017 | Prashant Khatore         | Ấn Độ    | Đền Khandoba ở Pune, Ấn Độ                                                                  |
|     | 2018 | Alireza Akhaghi          | Iran     | Nhà thờ Hồi giáo Sheikh Lotfollah                                                           |
|     | 2019 | Marian Naworski          | Ba Lan   | Nhà thờ Tin Lành bị bỏ hoang                                                                |
|     | 2020 | Farzin Izaddoust dar     | Iran     | Nhà thờ thánh Gioan                                                                         |